# Herbert Elliott
Herbert Elliott (Perth, Australia, 25 de febrero de 1938) fue un atleta australiano, especializado en la prueba de 1500 m en la que llegó a ser campeón olímpico en 1960.

## Carrera deportiva
En los JJ. OO. de Roma 1960 ganó la medalla de oro en los 1500 metros, con un tiempo de 3:35.6 segundos que fue récord del mundo, llegando a meta por delante del francés Michel Jazy y del húngaro István Rózsavölgyi.